# Jane Arthur
Pour les articles homonymes, voir Arthur.
Jane Arthur née en 1827, morte en 1907, est une féministe, philanthrope et activiste écossaise. Elle a été la première femme élue au Conseil scolaire écossais.

## Biographie
Elle est née le 18 novembre 1827 à Foxbar, dans le comté de Renfrewshire. Troisième des cinq enfants de Jessie Fulton et Thomas Glen, elle grandit dans une famille de boulangers. A l'âge de 20 ans elle épouse James Arthur, un marchand drapier de Paisley. James développe une activité de commerce de gros lucrative, Paisley & Co, ce qui lui permet de financer l'achat de leur propriété à Barshaw.
Vers la fin des années 60, Arthur tient régulièrement des rassemblements militants chez elle. La représentation de femmes dans les conseils d'éducation devient obligatoire en Ecosse avec le vote de l’Education Act de 1872. En 1873, Arthur devient la première femme candidate aux élections du Conseil scolaire de Paisley, qu'elle finit par remporter. S'ensuivent rapidement les élections victorieuses de Phoebe Blyth et Flora Stevenson au Conseil scolaire d’Edinbourgh.
Jane Arthur milite pour l’accès des femmes au suffrage universel et la tempérance (un mouvement social mondial contre la consommation d’alcool). Elle met également en place deux bourses : une pour les étudiants de Renfrewshire et une autre pour les femmes étudiant la médecine. En 1892, elle crée la bourse Arthur pour promouvoir l’éducation des jeunes filles. Elle a également beaucoup œuvré pour les pauvres : elle lance La Dorcas Society (en) à la fin des années 1880 pour donner des vêtements aux convalescents de l’infirmerie Paisley et, avec l’aide de son mari, distribue de la soupe et du pain aux patients les plus précaires qui viennent d’être renvoyés chez eux.
En 1903, la bourse Jane Arthur a pour objectif de couvrir les dépenses des patients pauvres. Jane est aussi la vice-présidente de la Paisley’s Ladies’ Sanitary Association qui, en 1866, a monté un projet de bains publics ouvert à tous et dont la sœur de Jane devient la présidente. Avec son mari, Jane contribue à la construction de l’hébergement pour personnes défavorisées Paisley (Paisley Model Lodging-House) et y sert le thé le matin aux pensionnaires de l’établissement. Elle joue un rôle actif dans le mouvement des suffragettes écossais. Elle est soutenue dans cette cause par les membres masculins de sa famille.